# 女らしさ
女らしさ（おんならしさ、英: femininity）とは、女性が持つと考えられている属性や特徴などのこと。「男らしさ」に対置される観念である。女性らしさともいう。女振り、女っぷりとも言い、女としての容姿や器量（心の性質、心の器の大きさ）。関連する言葉として女子力がある。

## 概説

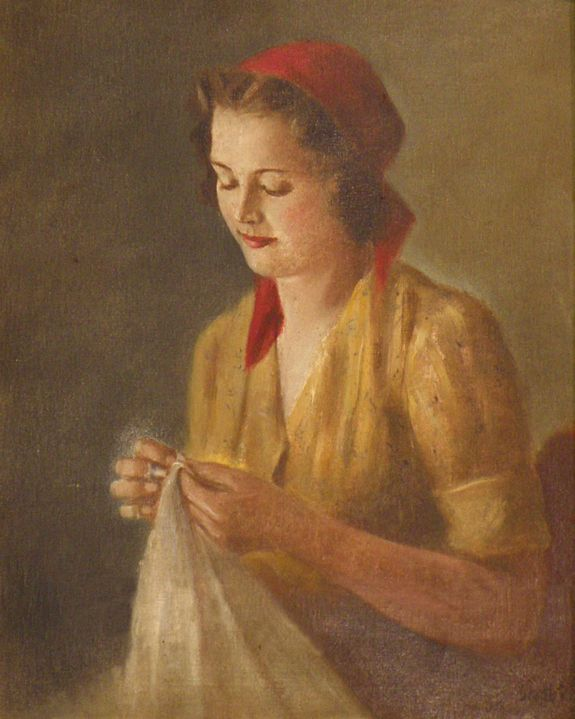
欧米では古来、刺繍をすることは女性らしさと考えられてきた。

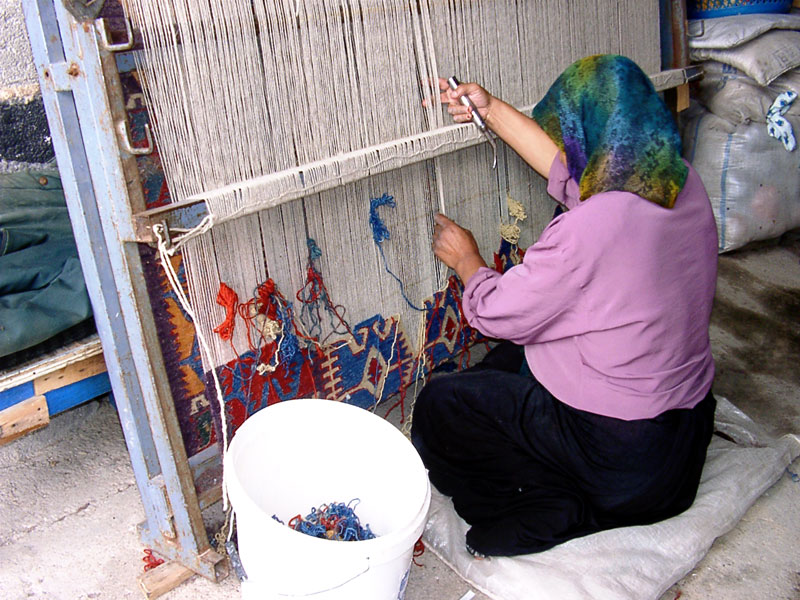
絨毯織りをすることは、イスラーム世界での女らしさ。働き者である、ということは女性らしさのひとつの要素。イスラーム世界では、人目にふれる場所では、肌を隠し、ヒジャブ（ヴェール）をかぶるのが女性らしい。画像はトルコ、コンヤ。

「女らしさ」は、文化圏、地域、宗教の教派、歴史、時代、世代、家庭環境、個人の嗜好などの影響を受けつつ形成され、多様である。同一地域、同一文化圏であっても、時代とともに変化してゆくことは多く、ある人が思い描く「女らしさ」も、年齢や経験とともに変化してゆくことは多い。女らしさの個々の表現には明確なパターンが見られ、これらは、メディア、教育、宗教、スポーツ、労働力などのさまざまな社会制度を通じて強化される。
従来、女らしさとして「繊細である」「感情的である」「脆弱である」「優しさや思いやりがある」「共感性がある」「身体的な魅力や美しさ、官能さがある」といった印象が挙げられてきた。これらはときに否定的な意味合いを含むこともあり、男らしさと比べられる。また、「結婚すること」や「出産すること」も女らしさの象徴となってきた。
日本の内閣府男女共同参画局の性別による無意識の思い込み（アンコンシャス・バイアス）に関する2022年の調査によれば、「女性は女性らしい感性がある」と回答したのは男性では45.7%、女性では43.1%、「女性は感情的になりやすい」と回答したのは男性では35.3%、女性では37.0%、「女性はか弱い存在なので守らなければならない」と回答したのは男性では33.1%、女性では23.4%、「家事・育児は女性がするべき」と回答したのは男性では27.3%、女性では20.7%であった。また、電通総研の2023年の調査によれば、「男は男らしく、女は女らしくあるべき」と回答した人は全体では38.2%だったものの、男性は48.8％、女性は27.7％と男女差があった。加えて男性は年代による差がみられ、年上の男性ほど女性に女らしさを求める傾向が高いことが明らかになっている。
第二波フェミニズムでは、そうした従来的な女らしさを、女性を男性に永久に従属させることを目的とした家父長制の手段とみなし、批判してきた。伝統的として扱われてきた従来的な女らしさは、性別二元論の社会規範のかたちで女性を心理的に苦しめることもある。それに関連して「有害な女らしさ」という概念も提唱されている。女らしさは性的対象化と関連するものとしてみなされることもある。
女らしさは時代とともに変化している。イギリスの調査によれば、50年間の間に女らしさとして思い浮かべる印象が「思いやりのある良き母親」「繊細で優しい」から「自立していて野心があり、立ち直りが早い」へと変化していることが示された。
なお、「男性らしさは強いことで女性らしさは弱いこと」などとされてしまうと、女性の心の奥底に劣等感が醸成されることになる。典型的な女性らしい行動に自分自身を制限してしまう結果をもたらす内面化された女性蔑視の一種を「有害な女らしさ」とも呼ぶ。
日本では2009年頃から女子力という表現も使われている。「女子力」という言葉は、2009年の新語・流行語大賞にノミネートされた（2009年の日本#流行語を参照）。

## 歴史
英語教授のタラ・ウィリアムズは、英語圏の社会における現代の女性らしさの概念は、1300年代のペスト流行時の中世に始まったと示唆している。

## ギャラリー
- 紀元前2世紀古代ギリシアで女神アフロディーテの石像で表現された女性らしい体型。体脂肪率が男性に比べて高く筋肉比率がやや低めで、全体的に丸みを帯びている。
- 19世紀後半のイギリスの男性画家フレデリック・レイトンの心の中にあった「女らしい仕草」像に沿ったポーズをモデルに意図的にとらせて描いた絵画。（『ナウシカ』（原題：Nausicaa）、1879年頃、油彩）